# Koprivnica Zagorska
Koprivnica Zagorska – wieś w Chorwacji, w żupanii krapińsko-zagorskiej, w gminie Đurmanec. W 2011 roku liczyła 116 mieszkańców.